# Berładnicy
Berładnicy (Brodnicy) – zbiegła z Rusi Kijowskiej wskutek ucisku feudalnego ludność chłopska, osiedlająca się w Mołdawii, w okolicach grodu Berład, oraz nad dolnym Donem.
Oprócz chłopów, udawali się tam niezadowoleni z rządów bojarzy. Ludność ta zajmowała się głównie rybactwem, polowaniem, i uprawą roli, nie gardziła również rzemiosłem wojennym.
Pierwsza wzmianka o nich pojawiła się w Latopisie Ipatijewskim – sześciotysięczny oddział berładników pod dowództwem kniazia-izgoja Iwana Berładnika napadł w 1159 na halickie grody Kuczelmyn i Uszyca. W 1160 berładnicy zdobyli gród Olesz w dolnym biegu Dniepru, ale zostali rozbici przez wojska Rościsława Mścisławicza koło wsi Dcynia.
Od XIII wieku nie zaobserwowano wzmianek o berładnikach.